# Феррібські човни
Феррібські човни (англ. Ferriby boats) — три зшиті човни (побудовані з дошок, скріплених без застосування заліза) бронзового віку, виявлені в Норт-Феррібі в графстві Східний Йоркшир, Англія. Феррібські човни датуються XXI—XVII ст. до н. е. і є на сьогодні найдавнішими збудованими з дошок човнами, знайденими в Європі. Залишки човнів експонуються у Музеї Галла та Іст-Райдингу в місті Кінгстон-апон-Галл, Східний Йоркшир.

## Феррібський човен-1
У 1937 році перший човен, відомий як Феррібський човен-1 (або F1) був виявлений археологом-аматором Тедом Райтом на березі річки Гамбер. Знахідка була центральною частиною днища човна з одним, майже цілим кінцем. Довжина днища становила понад 13 м, ширина 1,7 м. Днище човна мало пласку форму й було сформоване з дубових дошок завтовшки 7–10 см, які були зшиті (скріплені) між собою тисовими гужвами, а шви законопачені мохом і додатково закриті дубовими накладками. Човен мав достатньо місця, щоб розмістити на ньому екіпаж з вісімнадцяти веслярів і був датований радіовуглецевим аналізом періодом між 1880 і 1680 роками до н. е.

## Феррібський човен-2
У 1940 році за п'ятдесят метрів вище за течією річки Тед Райт знайшов частину іншого човна, також виготовленого з дошок, який став відомий як Феррібський човен-2 (Ferriby Boat 2 або F2). Він складався з подвійних дошок, що кріпились до центрального кіля і був датована між 1940 і 1720 роками до н. е.

## Феррібський човен-3

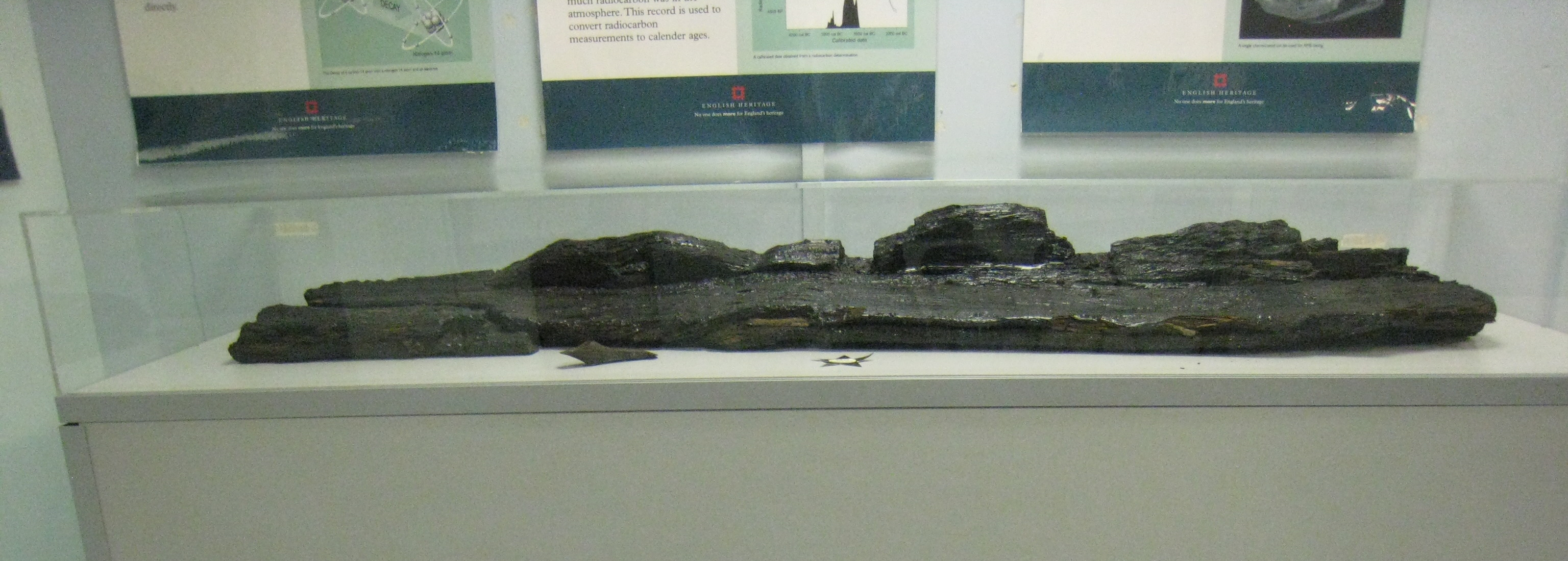
Феррібський човен-3 в експозиції Музея Галла та Іст-Райдингу в місті Кінгстон-апон-Галл, Східний Йоркшир

У 1963 році Тед Райт разом зі своїм сином Родеріком знайшов і розкопав поруч з місцем знахідки Феррібського човна 1 ще один, третій човен. Залишки складаються з частини зовнішньої обшивки днища та пов'язаної з нею бічної обшивки. Через багато років після часу знаходження, наприкінці 1990-х вчені з Оксфорду шляхом аналізу зразків човна за допомогою прискорювальної мас-спектрометрії, змогли довести, що третій човен датований 2030 р. до н. е.

## Збереження та демонстрація

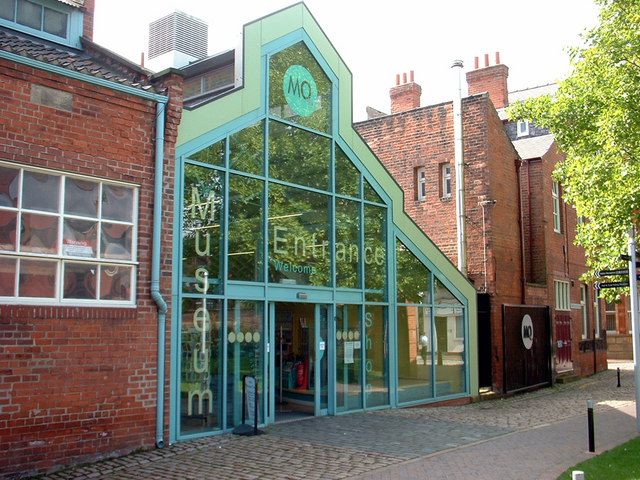
Музей Галла та Іст-Райдингу в місті Кінгстон-апон-Галл, в якому експонуються Феррібські човни

Перші два човни були розкопані в 1946 році, і, на жаль, їх довелося розрізати, щоб перемістити до місця реставрації і зберігання. Спочатку вони були розміщені в Археологічній галереї Національного морського музею в Гринвічі, але пізніше переміщені до музея міста Кінгстон-апон-Галл. Детальну інформацію про човни можна знайти на інформаційній дошці на березі Феррібі, на громадській пішохідній доріжці, яка є частиною Trans Pennine Trail.
Тед Райт описав знайдені човни у своїй книзі «Човни Феррібі: Морські кораблі бронзової доби», опублікованій у 1990 році.

## Гіпотези щодо використання човнів

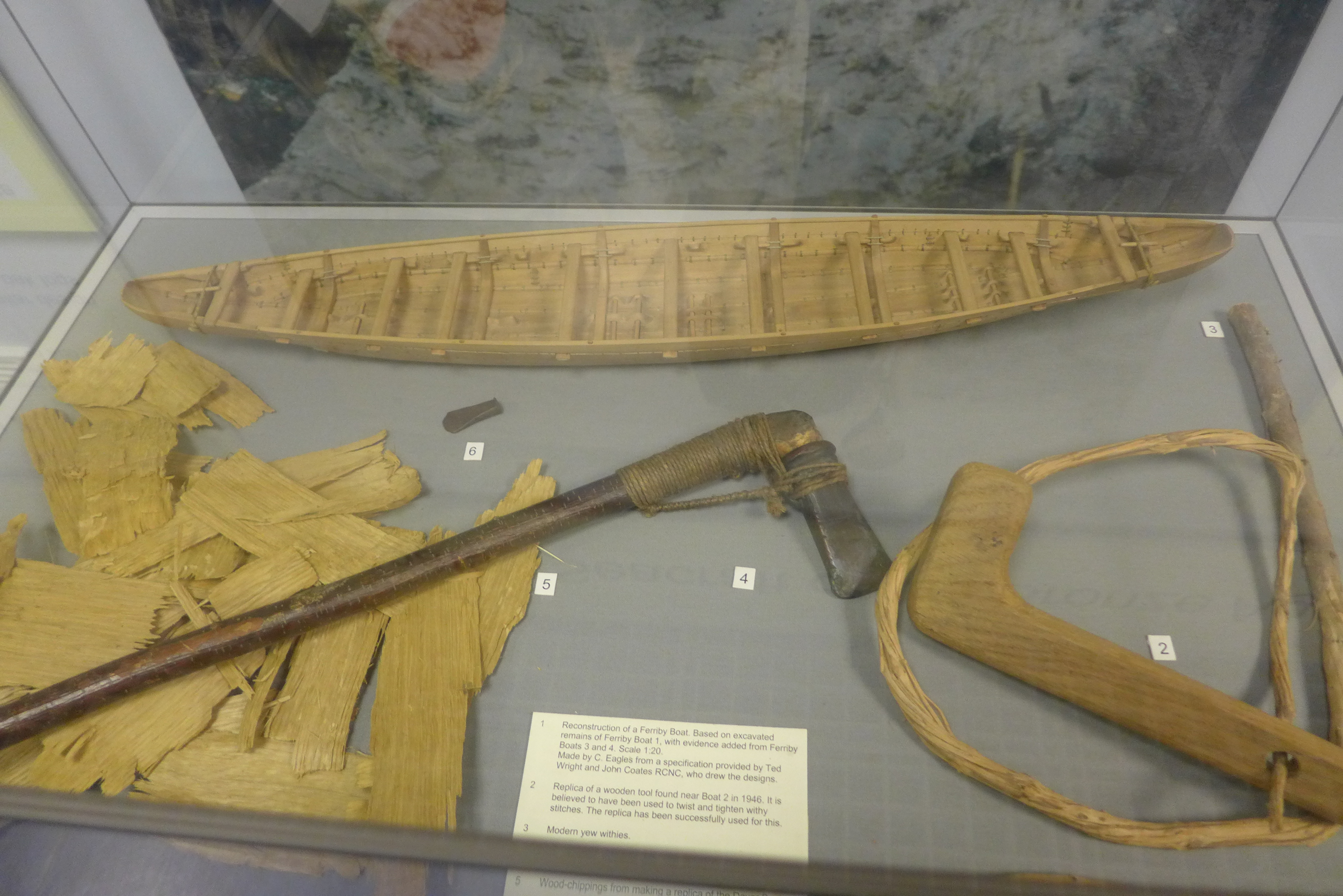
Модель Феррібського човна в музеї Галла та Іст-Райдингу

Феррібі розташоване на узбережжі гирла річки Гамбер в місці її впадіння в Північне море, тому від моменту відкриття човнів з'явилися припущення про те, чи вони могли використовуватись для плавання по морю з Англії на континент. Існує багато доказів того, що в бронзовий вік через Ла-Манш підтримувався зв'язок але достеменно невідомо, які саме човни використовувались для перетину проливу. Кіт Міллер, регіональний археолог, в інтерв'ю BBC припустив, що човни Ferriby використовувалися для перетину Північного моря хоча обережні сучасні мореплавці ставлять під сумнів такі припущення. За сучасними стандартами такі судна вважаються придатними лише для захищених вод. Тим не менш, Ferriby Heritage Trust описує Феррібський човен-3 як найстаріший відомий морський корабель Європи.

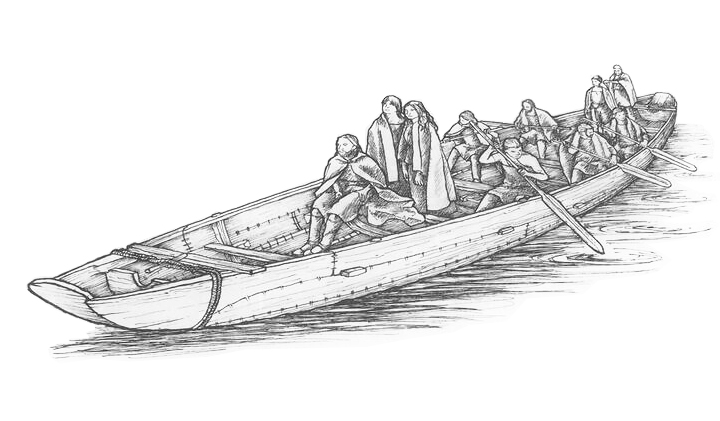
Графічна реконструкція Феррбського човна

Телевізійна програма BBC Operation Stonehenge: What Lies Beneath Pt 2, яка транслювалася на BBC 2 у вересні 2014 року, також описує човен як морський і навіть робить припущення про тоннаж вантажу, який він міг перевезти через Ла-Манш. Проте в Дуврському музеї вважають, що найстарішим відомим морським човном є Дуврський човен бронзового доби, датований ~1550 р. до н. е., оскільки через те, що у Феррібських човнів було пласке днище і незагострений ніс вони були занадто нестійкими для морських плавань.

## Репліки
Свого часу було виготовлено дві різні репліки Феррібських човнів.

### Oakleaf
У 2002—2003 роках Едвін Гіффорд та його команда, в яку входив Річард Дарра, побудували і провели в Саутгемптоні напіврозмірну реконструкцію Феррібського човна, яку назвали Oakleaf (Дубовий Листок). Вони експериментували з використанням вітрила і хоча в оригіналі знахідки немає жодних доказів вітрила, вони успішно підлаштували квадратне вітрило до моделі Дубового Листка. Цей човен був придбаний Ferriby Heritage Trust у 2008 році і зараз він зберігається у Феррібі.

### Morgawr
У 2012–13 роках у Національному морському музеї Корнуолла у Фалмуті було побудовано Morgawr, повномасштабну повністю функціональну реконструкцію човна Ferriby 1, як спільну роботу Національного морського музею та Університету Ексетера. Запущений 6 березня 2013 року в гавані Фалмут, Morgawr був експериментальною археологічною спробою дізнатися про техніку будівництва човнів бронзового віку (використовувалися копії бронзових знарядь епохи) та перевірити морські можливості корабля. Під час першого плавання човна команда будівельників-добровольців разом з представниками веслувального клубу перевірили маневреність і швидкість репліки.
У 2014 році, після перебування у воді протягом багатьох місяців, репліку підняли для огляду та вивчення її стану. Станом на 2016 рік вона перебувала на суші, виставлена біля Морського музею.